# Порошок
Порошо́к — сыпучий материал, образующийся в результате измельчения твёрдых веществ либо выделения твёрдой фазы из растворов или газовой фазы.
К порошкам относятся частицы размером 10-4-10-1 мм. Порошки с частицами близких размеров называются монодисперсными, с частицами разных размеров — полидисперсными. Частицы порошка не соединены друг с другом, что позволяет придавать их скоплению произвольную форму. Однако тонкие порошки склонны к комкованию и слёживанию. Некоторые порошки являются гигроскопичными. Порошки многих горючих веществ проявляют пирофорность.
Взвеси порошков в атмосфере называются аэрозолями, в жидкости — суспензиями, суспензии высокой концентрации — пастами.
Порошки широко применяются в промышленности и народном хозяйстве. Для этого их часто гранулируют и таблетируют. Примеры использования порошков:
- Абразивный порошок
- Зубной порошок
- Лекарственный порошок
- Споровый порошок
- Стиральный порошок